# Participarea României în campania anului 1917
În iarna lui 1916 și primăvara anului 1917, sub conducerea unui nou „leadership” militar (generalii Prezan, Christescu, Grigorescu, Averescu, Văitoianu etc.) și cu sprijinul substanțial al Misiunii Militare Franceze conduse de generalul Henri Berthelot, Armata României a fost reorganizată și instruită pe baze moderne adaptate cerințelor războiului.
Campania din vara anului 1917 a fost una de succes, reușindu-se în faza inițială, înfrângerea trupelor Puterilor Centrale în bătăliile de la Mărăști, Oituz și Mărășești. Planificatorii militari români intenționau ca în continuare să dezvolte această ofensivă pentru a începe eliberarea teritoriului ocupat, dar izbucnirea revoluției în Imperiul Rus a dus la abandonarea acestor planuri și trecerea din nou la defensiva strategică.
Luptele au continuat în 1917, Moldova rămânând neocupată datorită strategiei de apărare în triunghi a Armatei a 4-a (cu pierderi minore după retragerea menționată anterior), care a rămas neclintită în apărarea Carpaților Răsăriteni, protejând Iașii împotriva atacurilor germane repetate. În mai 1917, armata română a atacat alături de aliații ruși pentru a sprijini Ofensivei Kerenski. După ce au reușit să rupă frontul austro-ungar la Mărăști, avansarea trupelor ruso-române a trebuit să fie oprită datorită eșecului dezastruos al Ofensivei Kerenski. Forțele lui Makensen au contraatacat, dar au fost învinse la Mărășești.
Între timp, tehnicienii germani au reușit să repună în funcțiune sondele din câmpurile petroliere din jurul Ploieștiului, iar până la sfârșitul războiului au extras peste un milion de tone de țiței. De asemenea, germanii au rechiziționat două milioane de tone de cereale de la țăranii români. Aceste materiale au fost vitale pentru aprovizionarea Germaniei până la sfârșitul războiului, în 1918.(John Keegan, World War I, pag. 308).

## Defecțiunea rusă
Când bolșevicii au cucerit puterea în urma Revoluției din Octombrie și au semnat cu germanii Tratatul de la Brest-Litovsk, România a fost lăsată complet izolată și încercuită de forțele ostile, neavând altă opțiune decât să iasă la rândul ei din război și să accepte condițiile umilitoare ale Păcii de la București.